# Rhithrogena brunneotincta
Rhithrogena brunneotincta är en dagsländeart som beskrevs av Mcdunnough 1933. Rhithrogena brunneotincta ingår i släktet Rhithrogena och familjen forsdagsländor. Inga underarter finns listade i Catalogue of Life.